# Lesotho
Vương quốc Lesotho (phiên âm tiếng Việt: Lê-xô-thô; tiếng Sotho: Muso oa Lesotho; tiếng Anh: Kingdom of Lesotho) là một quốc gia tại cực Nam châu Phi. Nó nằm hoàn toàn bên trong nước Cộng hòa Nam Phi và là một thành viên của khối Thịnh vượng chung Anh.

## Lịch sử
Đầu thế kỷ XIX, các cuộc chiến của người Zulu đã đẩy lùi người Sotho về vùng thượng nguồn sông Orange. Thủ lĩnh Moshoeshoe đã tập hợp người Sotho trên lãnh thổ thuộc Lesotho hiện nay. Năm 1868, Moshoeshoe ký hiệp ước bảo hộ với nước Anh nhằm chống lại người Boer. Lãnh thổ Basutoland (đất của người Basuto hoặc Suto) bị sáp nhập vào thuộc địa Cape năm 1878 và trở thành xứ bảo hộ tự trị năm 1884.
Năm 1966, Basutholand trở thành vương quốc độc lập dưới quyền trị vì của vua Moshoeshoe II và đổi tên thành Lesotho.
Từ năm 1970, Thủ tướng Leabua Jonathan dần dần chiếm quyền, nhà vua phải lưu vong. Năm 1986, Jonathan bị tướng Lekhanya lật đổ. Năm 1991, Hội đồng Quân sự lật đổ tướng Lekhanya và thiết lập thể chế đa đảng. Năm 1993, đảng Đại hội của nhà lãnh đạo Ntsu Mokhehle thắng cử. Năm 1995, Quốc vương Moshoeshoe II trở lại ngôi vua. Năm 1996, Moshoeshoe II chết trong một tai nạn xe hơi. Con trai là Letsie III lên nối ngôi.
Mùa thu năm 1998, hàng trăm người biểu tình tụ tập trước cung điện nhà vua trong nhiều tuần lễ để phản đối việc gian lận bầu cử tháng 5 qua đó Thủ tướng Pakalitha Mosisili lên cầm quyền. Họ yêu cầu Chính phủ từ nhiệm và tổ chức cuộc bầu cử mới. Quân đội của Nam Phi và Botswana tiến vào lãnh thổ Lesotho chặn đứng đám đông nổi dậy và dập tắt cuộc nổi loạn của quân đội.
Hiện nay, Lesotho phải đương đầu với tỉ lệ người nhiễm HIV cao và những dự đoán cho rằng dân số quốc gia này sẽ sút giảm trong nhiều năm tới nếu xu hướng này cứ tiếp tục gia tăng. Trong cuộc bầu cử Quốc hội 2002, đảng Đại hội vì Dân chủ Lesotho đương quyền giành thắng lợi với 54% phiếu bầu.

## Chính trị
Lesotho theo chế độ quân chủ nghị viện. Đứng đầu nhà nước là Quốc vương. Đứng đầu chính phủ là Thủ tướng. Lesotho theo chế độ quân chủ cha truyền con nối, nhưng theo điều khoản của hiến pháp có hiệu lực sau cuộc bầu cử tháng 3 năm 1993, Quốc vương chỉ tượng trưng cho sự thống nhất quốc gia và bị cấm tham gia tích cực vào các hoạt động chính trị.
Cơ quan lập pháp là Quốc hội lưỡng viện: Thượng nghị viện gồm 33 thành viên, trong đó 22 thành viên dành cho những người đứng đầu, 11 thành viên khác do đảng cầm quyền bổ nhiệm. Hạ nghị viện gồm 80 thành viên (từ sau năm 1998), được bầu theo phổ thông đầu phiếu, nhiệm kì 5 năm.
Cơ quan tư pháp là Tòa án cấp cao, chánh án do Quốc vương bổ nhiệm; Tòa Thượng thẩm; Tòa của các quan tòa; Tòa án phong tục (hay Tòa án cổ truyền).
Các đảng phái chính có: Đại hội vì quyền dân chủ của Lesotho (LCD); Đảng Quốc gia Basotho (BNP); Đảng Đại hội Basotho(BCP); Đảng Dân chủ thống nhất (UDP).
Hiến pháp cũng bảo vệ nhân quyền căn bản, trong đó có tự do ngôn luận, tự do lập hội, tự do báo chí, tự do hội họp hòa bình và tự do tôn giáo. Lesotho được xếp hạng thứ 12 trong số 48 nước châu Phi cận Sahara có chỉ số nhân quyền cao trong năm 2008.

## Khu hành chính

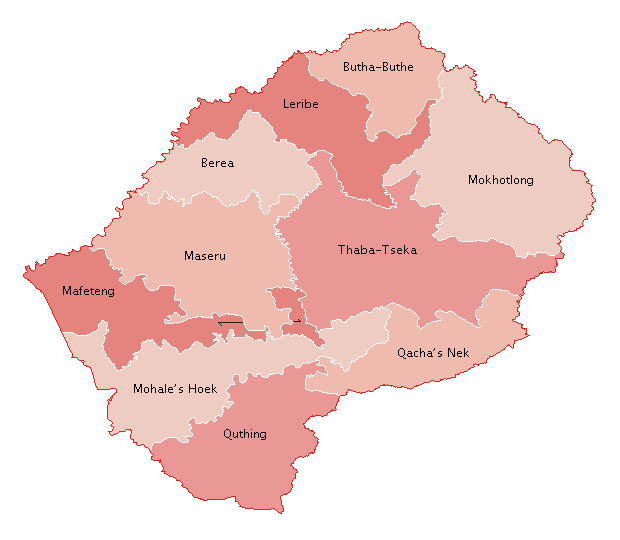
Bản đồ 10 huyện của Lesotho.

Lesotho được chia thành 10 huyện: Berea, Butha-Buthe, Leribe, Mafeteng, Maseru, Mohales Hoek, Mokhotlong, Qachás Nek, Quthing, Thaba-Tseka.
Các huyện được chia nhỏ thành 80 khu vực bầu cử, trong đó bao gồm 129 hội đồng cộng đồng địa phương.

## Địa lý

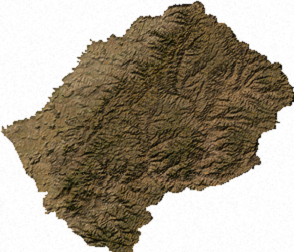
Ảnh vệ tinh của Lesotho.

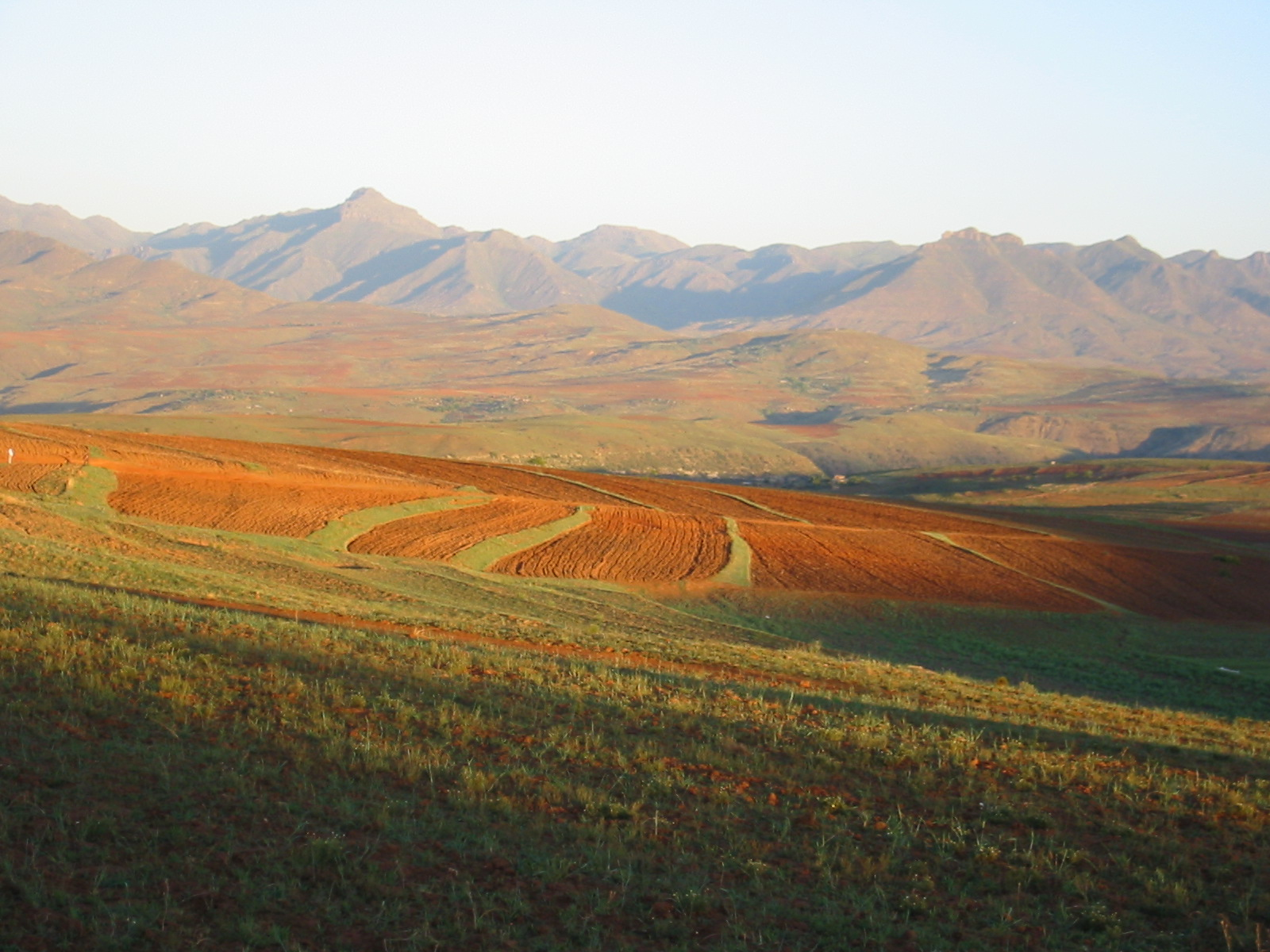
Cảnh quan của Lesotho.

Lesotho nằm ở khu vực Nam Phi nằm hoàn toàn trong lãnh thổ nước Nam Phi. Địa hình phần lớn là cao nguyên (Highveld) nằm ở sườn trái của núi (Drakensberg, 3.482m) và bị cắt ngang bởi sông Orange và các phụ lưu. Ngoài kiểu khí hậu ôn hòa thuận tiện cho sự phát triển các đồng cỏ, Lesotho có nguồn nước dồi dào: bốn đập thủy điện đã vận hành và một dự án thủy lợi Lesotho Highland Water Project có thể sẽ cho phép cung cấp nước cho vùng Johannesburg vào khoảng năm 2020.

### Khí hậu
Khí hậu cận nhiệt đới, ôn hòa nhờ độ cao. Mùa đông khô, mùa hè nóng và ẩm. Nhiệt độ: Mùa hè ở vùng đồng bằng: 34 độ C, mùa đông ở vùng núi: -16 độ C.
Lượng mưa hàng năm dao động từ khoảng 600 mm (23.6 in) trong các thung lũng thấp lên khoảng 1.200 mm (47.2 in) trong khu vực của phía bắc và đông giáp Nam Phi. Hầu hết mưa rơi như cơn dông mùa hè, 85% lượng mưa hàng năm bắt đầu từ tháng tháng 4 đến tháng 10. Mùa đông, bắt đầu từ giữa tháng 5 và tháng 9, thời tiết lúc này thường rất khô.

## Kinh tế

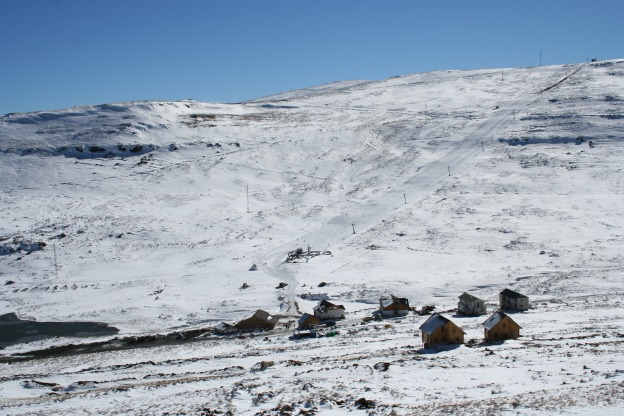
Khu nghỉ mát Afriski trong dãy núi Maluti của Lesotho.

Kinh tế chủ yếu dựa vào nông nghiệp trồng trọt (ngô), chăn nuôi dê, cừu và nguồn thu nhập từ công nhân làm trong các hầm mỏ ở Nam Phi (khoảng 1/2 lực lượng lao động nam giới). Len, lông cừu, da thuộc, quần áo may sẵn là các mặt hàng xuất khẩu. Từ sau cuộc đảo chính năm 1986, các điều kiện ưu đãi đã thu hút các công ty sản xuất và xuất khẩu quần áo. Tổng sản phẩm quốc nội gần như gia tăng gấp đôi trong thập niên 90. Tuy nhiên, Lesotho vẫn thuộc nhóm các nước kém phát triển, phụ thuộc nhiều vào Nam Phi.
Là quốc gia có diện tích nhỏ bé, bao quanh bởi Nam Phi, kinh tế Lesotho lệ thuộc phần lớn vào Nam Phi. Các công ty của Nam Phi đã thao túng, chi phối gần như toàn bộ nền kinh tế của quốc gia này. Đồng tiền Rand của Nam Phi được lưu hành rộng rãi tại Lesotho song song với đồng Loti và có xung hướng thay thế đồng tiền này.
Lesotho có một nguồn tài nguyên quý giá đó là nước. Nước được coi như là vàng trắng của quốc gia này. Với việc hoàn thành nhà máy thủy điện vào năm 1998 đã mang lại cho quốc gia này một nguồn thu từ việc bán nước sang quốc gia láng giềng Nam Phi. Một nguồn thu quan trọng khác của Lesotho là từ các khoản thuế xuất nhập khẩu thu được từ Liên minh thuế quan Nam Phi. Ngoài ra, nguồn thu của Chính phủ Lesotho cũng đã được cải thiện trong những năm gần đây nhờ được hưởng các ưu đãi từ đạo luật AGOA của Mỹ khi xuất khẩu dệt may, nông sản sang thị trường này.
Nông nghiệp và chăn nuôi là 2 ngành kinh tế chính trong đó nghề dệt len tương đối phát triển. Công nghiệp của Lesotho hầu như chưa phát triển Lesotho chỉ có một số nhà máy chế biến thực phẩm, nhà máy dệt len, dệt may và da giày. Các sản phẩm công nghiệp và nguyên vật liệu sản xuất phải nhập từ nước ngoài.
Trong năm 2009, do tác động của khủng hoảng kinh tế, kinh tế Nam Phi suy thoái đã khiến cho kinh tế Lesotho cũng bị ảnh hưởng nặng nề. Tốc độ tăng trưởng GDP của Lesotho năm 2009 là (-0,9%) và chỉ đạt 3,3 tỷ USD trong năm 2009.
Về ngoại thương, năm 2009, Lesotho xuất khẩu 872 triệu USD, trong đó các sản phẩm xuất khẩu chính của nước này chủ yếu là len, ngoài ra còn có quần áo, giày dép, thực phẩm và động vật tươi sống. Các đối tác xuất khẩu chính của nước này là: Mỹ (58.9%), Bỉ (37%), Madagascar (1.2%)
Kim ngạch nhập khẩu năm 2009 của Lesotho đạt 1,82 tỷ USD với các mặt hàng nhập khẩu chính là Lesotho nhập phần lớn là các mặt hàng: Thực phẩm, vật liệu xây dựng, xe cộ, máy móc, thuốc men, các sản phẩm từ dầu mỏ. Các đối tác mà Lesotho nhập hàng chủ yếu là: Trung Quốc, Ấn Độ, Hàn Quốc, Đức.

## Nhân khẩu học

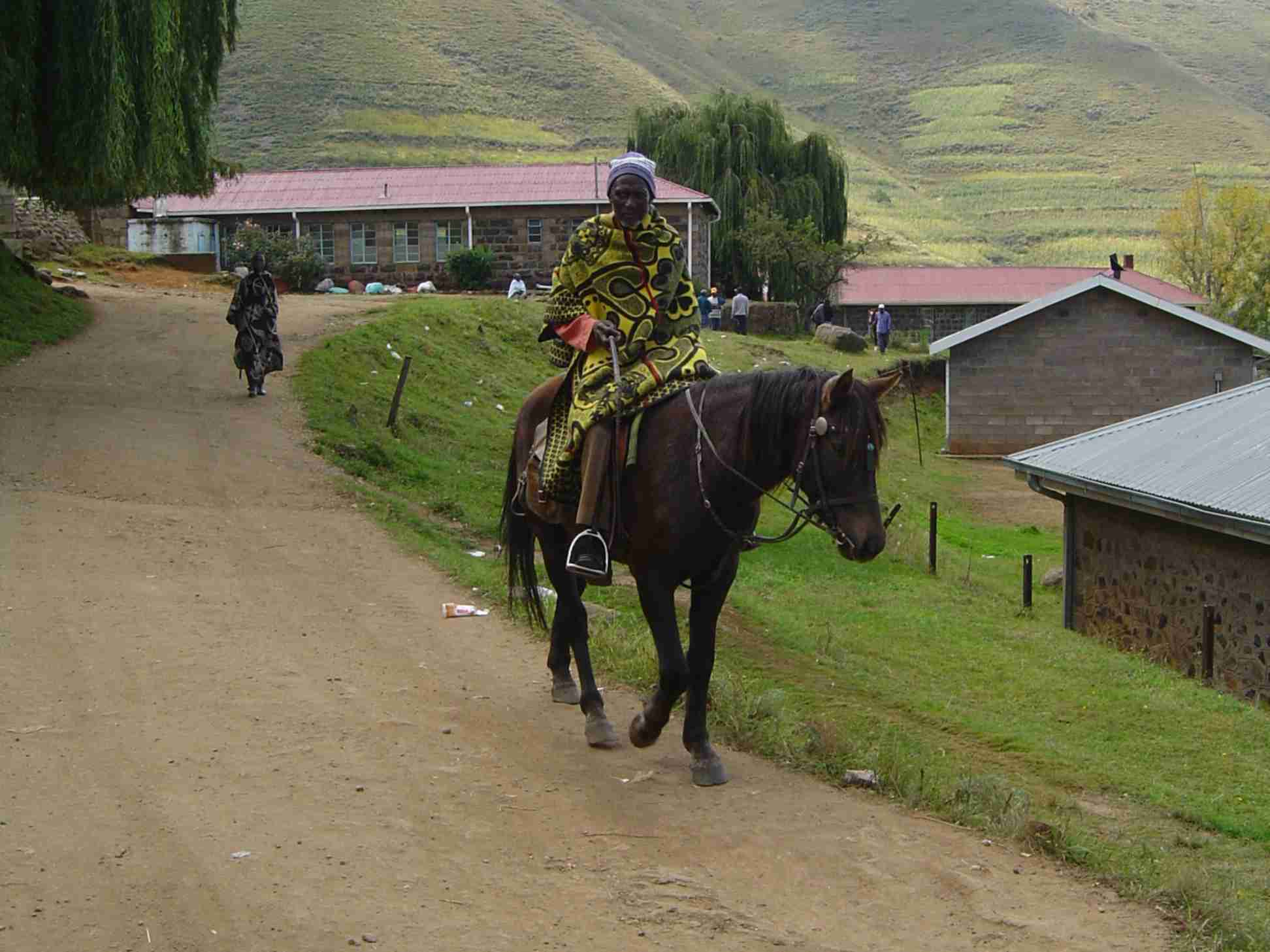
Một người đàn ông Lesotho đang cưỡi ngựa.

Dân số của Lesotho năm 2004 là 2.031.348 người. Mật độ dân số khoảng 68,1 người/km². Dân tộc chính là người Sotho, chiếm 99.7% dân số, các nhóm dân tộc khác chỉ chiếm 0,3%. Ngôn ngữ chính thức là tiếng Sesotho, tiếng Anh, ngoài ra còn có tiếng Zulu, tiếng Xhosa cũng được sử dụng.
Có 25% dân số sống ở các khu vực đô thị và 75% ở nông thôn. Tuy nhiên, người ta ước tính rằng hàng năm sự gia tăng dân số đô thị là 3,5%.

## Tôn giáo
Tôn giáo tại Lesotho (2010)
Kitô giáo là tôn giáo chiếm ưu thế trong Lesotho. Hội đồng Kitô giáo của Lesotho, là nơi bao gồm đại diện của tất cả các nhà thờ Kitô giáo lớn trong nước, ước tính rằng khoảng 90% dân số là người Kitô giáo. Trong đó Tin Lành đại diện cho 45% dân số (Hội Truyền giáo Phúc âm Liên hiệp 26%, Anh giáo và các giáo phái khác 19%), Công giáo Rôma đại diện cho 45%dân số, Hồi giáo, Ấn Độ giáo, Phật giáo, Baha'i, và các thành viên của các tôn giáo bản địa truyền thống bao gồm 10% còn lại của dân số.
Trong khi các Kitô hữu có thể được tìm thấy trên khắp đất nước, thì người Hồi giáo sinh sống chủ yếu ở phía đông bắc. Hầu hết các tín đồ Hồi giáo có nguồn gốc từ châu Á, trong khi phần lớn các Kitô hữu là người bản địa.
Nhiều Kitô hữu vẫn thực hành văn hóa tín ngưỡng truyền thống bản địa của họ và cùng với nghi lễ Kitô giáo. Giáo hội Công giáo Lesotho đã hợp nhất một số khía cạnh của văn hóa địa phương vào các nghi lễ của nó. Ví dụ, hát thánh ca trong các buổi lễ đã phát triển thành một nghi thức địa phương và được hát bằng tiếng Sesotho, ngôn ngữ bản địa cùng với tiếng Anh. Ngoài ra linh mục Lesotho được mặc trang phục địa phương trong quá trình thực hiện nghi lễ. Vai trò nổi bật của Giáo hội Công giáo trong đất nước xuất phát từ việc thành lập thành các trường Công giáo trong nhiều thế kỷ qua và ảnh hưởng của họ đối với chính sách giáo dục. Giáo hội Công giáo được sở hữu khoảng 75% của tất cả các trường tiểu học và trung học trong cả nước, và họ cũng là một nhân tố trong việc xây dựng Đại học Quốc gia Lesotho. Giáo hội Công giáo Lesotho cũng đã giúp cho Đảng Quốc gia Basotho (BNP) được thành lập trong năm 1959 và tài trợ nó trong cuộc bầu cử vào năm 1966. Hầu hết các thành viên của BNP là tín hữu Công giáo Rôma. BNP cai trị đất nước từ khi độc lập vào năm 1966 cho đến năm 1985 khi nó bị lật đổ trong một cuộc đảo chính quân sự. Sau đó, phe đối lập Đảng Đại hội Basutoland (BCP) trong lịch sử đã liên kết với những người Tin Lành hoặc các nhóm truyền giáo khác. Họ bị buộc phải sống lưu vong vào năm 1973 sau khi bị từ chối chiến thắng trong cuộc bầu cử năm 1970. Các thành viên của BCP, vẫn là các tín hữu Tin Lành, đã giành chiến thắng khi cuộc bầu cử được tổ chức lại vào năm 1993 và họ có 65 ghế trong Quốc hội.
Hiến pháp Lesotho quy định quyền tự do tôn giáo, và Chính phủ Lesotho nói chung tôn trọng quyền này trong thực tế.

## Giáo dục

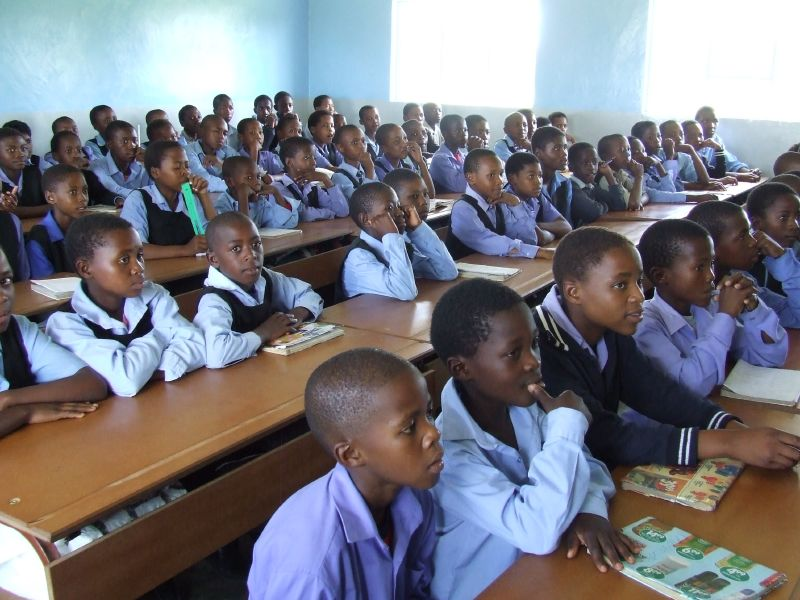
Học sinh tại trường tiểu học Ha Nqabeni.

Hệ thống giáo dục của Lesotho được quản lý thông qua ba nhà thờ lớn nhất, dưới sự hướng dẫn của Bộ Giáo dục. Hệ tiểu học gồm 6 bậc gọi là các chuẩn mực. Học sinh tốt nghiệp có thể theo học tiếp chương trình trung học nếu đủ điều kiện và khả năng tài chính. Lesotho có tỉ lệ người biết chữ vào loại khá cao ở châu Phi.
Theo ước tính gần đây, 85% dân số trên 14 tuổi biết chữ. Không như nhiều nước khác, tỷ lệ nữ giới biết chữ là khoảng 94.5%, cao hơn hẳn so với nam giới (khoảng 75%). Như vậy, Lesotho tự hào là một trong những nước có tỷ lệ biết chữ cao so với các quốc gia khác ở châu Phi. Mặc dù giáo dục là không bắt buộc, nhưng Chính phủ Lesotho đã từng bước thực hiện một chương trình giáo dục tiểu học miễn phí. Đại học Quốc gia Lesotho nằm ở Roma là trường đại học duy nhất trong cả nước. Ngoài ra, cả nước có gần 20 trường học công cộng khác và 15 viện nghiên cứu tư nhân bậc giáo dục đại học.

## Vấn đề HIV/AIDS
Dịch vụ chăm sóc sức khỏe tập trung chủ yếu ở khu vực thành thị và biên giới (dân cư vùng biên giới có thể sang Nam Phi chữa bệnh). Do địa hình nằm khá cao so với mặt nước biển nên Lesotho tránh được nhiều bệnh dịch thông thường như ở các nước châu Phi khác. Tuy nhiên số người chết vì căn bệnh HIV/AIDS lại đang tăng khá nhanh. Lesotho là nước có tỉ lệ HIV cao hàng thứ ba thế giới, với 29% tỉ lệ lây nhiễm nơi những người tuổi từ 16-49. Năm 2003, có 29 nghìn người đã chết vì những nguyên nhân có liên quan đến AIDS.

## Quan hệ với nước ngoài
Sau độc lập (tháng 10 năm 1966), Lesotho thực hiện đường lối đối ngoại thân phương Tây, đặc biệt với Anh và có xu hướng liên kết và lệ thuộc Nam Phi. Sau khi Angola và Mozambique giành độc lập (1975), Lesotho có chuyển biến tích cực, tham gia đấu tranh chống chủ nghĩa Apartheid, ủng hộ Đại hội Dân tộc Phi (ANC) như cho phép vào tị nạn ở Lesotho, cấp học bổng.
Là nước nghèo, kém phát triển nên Lesotho có quan hệ ngoại giao và kinh tế rất hạn chế. Quan hệ mọi mặt của nước này hiện nay chủ yếu với Nam Phi và Anh.

## Văn hóa
Nhạc cụ truyền thống âm nhạc bao gồm lekolulo, Một loại sáo được sử dụng bởi herding trai, setolo-Tolo, Chơi của nam giới bằng cách sử dụng miệng của họ, và người phụ nữ của dây thomo.
Quốc ca của Lesotho là "Lesotho Fatše La Bo-ntata Rona", có nghĩa là dịch thành "Lesotho, Land of Our Fathers".
Phong cách truyền thống của nhà ở Lesotho được gọi là một rondavel.
Attire xoay quanh chăn Basotho, một dày bao phủ thực hiện chủ yếu của len. Các chăn được phổ biến trên cả nước trong tất cả các mùa.
Cái Morija Nghệ thuật & Lễ hội văn hoá Sesotho là một nghệ thuật nổi bật và lễ hội âm nhạc. Nó được tổ chức hàng năm tại thị trấn lịch sử của Morija, nơi mà các nhà truyền giáo đầu tiên đến năm 1833.